# Ceratopriomorphus
Ceratopriomorphus es un género de escarabajos de la familia Lycidae. Ceratopriomorphus son lícidos neoténicos y distribuidos en el Neotrópico.

## Descripción
Estos escarabajos tienen alas de tamaño mediano, ovaladas, rojizas y negras. Las antenas son dentadas. La cabeza es bastante pequeña, no alargada en forma de hocico y piezas bucales reducidas a diferencia de otros género. Los ojos facetados son grandes. El pronoto tiene carina longitudinal débil en la porción anterior del pronoto, bifurcada posteriormente. Los palpos maxilares constan de tres segmentos; élitros de forma variable, generalmente dehiscentes como en otros géneros que se sabe o se sospecha que son neoténicos.